# 夜間書寫
夜間書寫（法語：écriture nocturne）是夏尔·巴尔比耶發明的一種書寫形式，见于其1815年出版的《试论法国速记方法》（Essai sur divers procédés d'expéditive française）一書。術語“écriture nocturne”並未出現在該書中，但後來被用來描述該書第七章所展示的方法。這種以凸起的點來書寫，並可以通過觸摸來閱讀的方法被採用於巴黎的皇家盲童學院（Institution Royale des Jeune Aveugles）。
巴爾比耶還發明了用於創作凸點書寫的工具。在學校裡，一位名叫路易·布莱叶的學生使用了這些工具，並參考巴爾比耶用凸起點進行溝通的概念，發展出了一種更緊湊靈活的通訊系統，即布萊葉盲文（Braille）。

## 腳註
1. ↑  Barbier, Charles. . 1815 –Google Books.